# Villa Antinori (Firenze)
Villa Antinori o La Casa Bianca si trova in via del Bisarno, 3 a Firenze.

## Storia
La villa era di proprietà dei Chiericini, di cui fece parte Giovanni, amico di Donatello. L'artista lo prese a modello per il suo Abacuc, detto popolarmente lo Zuccone. 
Successivamente la villa passò agli Alberti del Giudice, poi ai Ridolfi, ai Cancellieri-Bracciolini di Pistoia ed infine al ramo degli Antinori futuri duchi di Brindisi (1717). L'ultimo duca di Brindisi ospitò nel suo palazzo di via dei Serragli, Maria Antonia di Borbone-Due Sicilie, vedova dell'ultimo granduca di Toscana, in visita a Firenze dopo trentaquattro anni di esilio. 
Oggi la villa e le case coloniche ad essa annesse sono state vendute e trasformate in condomini. Notevole è lo stemma in terracotta degli Antinori.